# 二隻の舟
「二隻の舟」（にそうのふね）は、日本のシンガーソングライターである中島みゆきの楽曲。中島が1989年から行っている舞台『夜会』のテーマソングになっており、1992年に発売されたアルバム『EAST ASIA』に収録されている。
「二雙の舟」とも表記される。

## 制作
『EAST ASIA』に収録されているバージョンをレコーディングする際、『夜会』のメンバーを揃ってスタジオライブ方式で行われた。中島いわく「テンポがいい加減だから、スタジオライブしかやりようがなかった」という。アレンジは、1989年に行われた第一作に近いものとなっている。

## タイアップ
| 曲名         | タイアップ                                                 | 出典  |
| ------------ | ---------------------------------------------------------- | ----- |
| 「二隻の舟」 | 東映映画『霧の子午線』主題歌                               |       |
| 「二隻の舟」 | フジテレビ系スペシャルドラマ『海峡を渡るバイオリン』主題歌 | [ 4 ] |

## 渡辺真知子によるカバー
「二雙の舟/カナリア」（にそうのふね／カナリア）は、渡辺真知子による楽曲。2022年9月21日に、自身の25枚目のシングルとしてSony Music DirectのALDELIGHTレーベルからリリースされた。
本作は、渡辺のデビュー45周年記念作品としてリリースされた。

### リリース
2022年9月21日に、Sony Music DirectのALDELIGHTレーベルから、オリジナルタンブラー付の初回生産限定盤と通常盤の2形態でリリースされ、フォーマットはいずれもBlu-spec CD2となっている。

### 収録曲
| 全作詞・作曲: 中島みゆき、全編曲: 瀬尾一三。 |                                  |            |            |      |
| #                                            | タイトル                         | 作詞       | 作曲・編曲 | 時間 |
| 1.                                           | 「二雙の舟」                     | 中島みゆき | 中島みゆき | 8:06 |
| 2.                                           | 「カナリア」                     | 中島みゆき | 中島みゆき | 4:29 |
| 3.                                           | 「二雙の舟」(オリジナルカラオケ) | 中島みゆき | 中島みゆき | 8:07 |
| 4.                                           | 「カナリア」(オリジナルカラオケ) | 中島みゆき | 中島みゆき | 4:26 |
| 合計時間:                                    | 合計時間:                        | 25:08      |            |      |

## 外部サイト
- SonyMusicによる紹介ページ
  - 初回生産限定盤
  - 通常盤
- otonano by Sony Music Directによる紹介ページ
  - 渡辺真知子デビュー45周年！『二雙の舟/カナリア』2022年9月21日発売！